# 曾斯琪
曾斯琪（1996年2月5日—） ，生於湖南省湘潭市，中國女子體操運動員。她亦是一名全能性選手，強項是平衡木和自由體操。現為國家隊及湖南體操隊成員。

## 簡介
曾斯琪在湖南隊跟隨教練凌潔。
- 2009年參加國家隊。
- 2010年，年僅十五歲的曾斯琪在全國體操錦標賽上獲得三面獎牌，成為最曯目的新秀。

## 主要比賽成績
- 2010年 泛太平洋體操賽高低杠季軍、自由體操第七名。
- 2010年 仙桃全國體操冠軍賽平衡木季軍、自由操第四名。
- 2011年 全國體操錦標賽個人全能季軍、平衡木及自由體操亞軍
- 2011年 全國青年體操錦標賽個人全能、平衡木冠軍
- 2011年 中俄青少年運動會個人全能、平衡木冠軍及自由體操亞軍
- 2012年全國體操錦標赛暨奥運會選拔赛女子平衡木亞軍

## 自由體操音樂
卡門